# A Bruxa de Portobello
A Bruxa de Portobello é um livro de ficção do escritor brasileiro Paulo Coelho. Foi publicado em 2006 pela Editora Planeta.

## Sinopse
O livro narra a história de Athena, uma criança que é abandonada pela mãe cigana na Transilvânia. Ela é, então, levada por pais adotivos para Beirute. Em função de uma guerra, no entanto, a família emigra para a Inglaterra. Quando adulta, Athena torna-se funcionária de um grande banco em Londres, vendedora de terrenos em Dubai e uma sacerdotisa em Portobello Road.
É contado por vários personagens que, por algumas, vezes expõem pontos de vistas distintos em relação ao mesmo fato. É um dos livros mais conhecido do autor Paulo Coelho, assim como O alquimista (seu maior sucesso).  